# Flaszowiec łuskowaty
Flaszowiec łuskowaty (Annona squamosa L.) – gatunek krzewu lub drzewa z rodziny flaszowcowatych. Występuje na tropikalnych terenach Antyli, sadzony i uprawiany w innych krajach tropikalnych. 
W przypadku tej rośliny po raz pierwszy stwierdzono molekularną przyczynę niewytwarzania nasion.

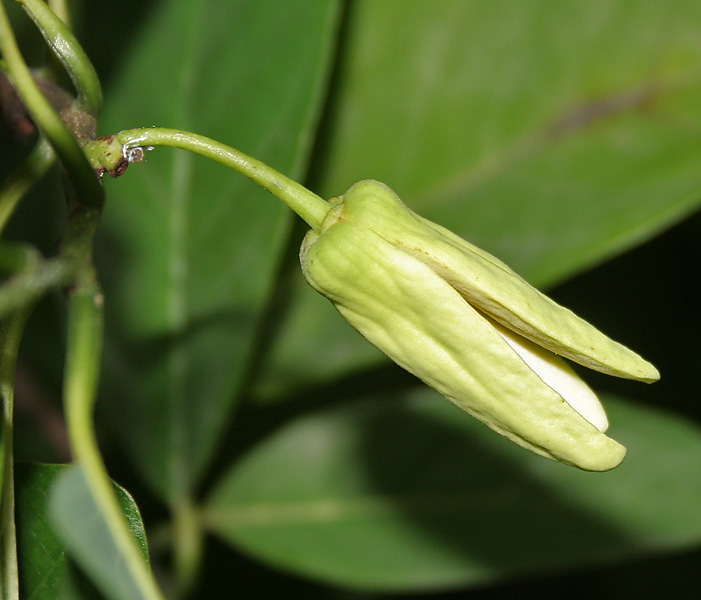
Kwiat

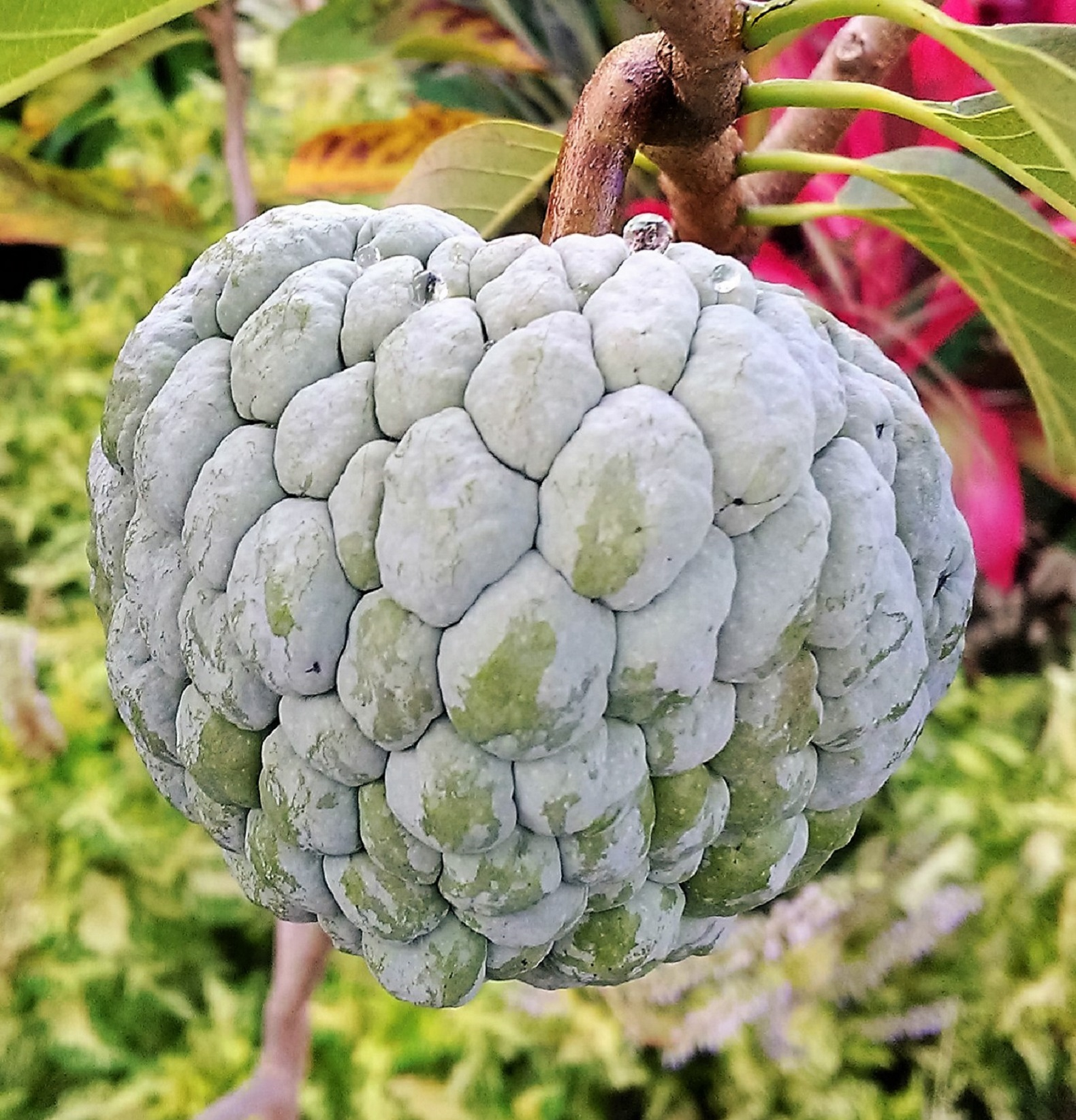
Owoc flaszowca łuskowatego

## Morfologia
Dorasta do 8 m wysokości. Posiada liście eliptyczne lub lancetowate. Kwiaty osadzone są pojedynczo w kątach. Owoc duży do 10 cm średnicy.

## Zastosowanie
Owoce jadalne o aromatycznym smaku, spożywane w postaci surowej oraz jako przetwory.